# Dillingen, Saarlouis
Dillingen (cũng viết: Dillingen an der Saar) là một thị xã ở huyện district of Saarlouis, bang Saarland, Đức. Đô thị Dillingen, Saarlouis có diện tích 22,07 km². Đô thị này nằm bên sông Saar, cự ly khoảng 5 km về phía tây bắc của Saarlouis, và 25 km về phía tây bắc của Saarbrücken.